# Пёстрый котёл
«Пёстрый котёл» (нем. Ein Kessel Buntes) — музыкальная развлекательная передача телевидения ГДР, на которую приглашались ведущие эстрадные артисты Запада и Востока. Первый транслирующий канал «DDR-1», в 1990 — «DFF-1» (ГДР), с 1991 года — на телеканале «Das Erste ARD» (АРД). Передача транслировалась в субботу вечером, в театре-варьете Фридрихштадт-паласт, с 1977 также в Берлинском Дворце республики, в Городских концертных залах Котбуса и Карл-Маркс-Штадта, Дворце культуры города Гера. В год, как правило, выходило 6 выпусков. Всего с января 1972 по 19 декабря 1992 в эфир вышло 118 выпусков телепередачи.
Из советских исполнителей выступали:
- Рычковы (1972) — выпуск № 2
- Хор и ансамбль GSSD (1973) — выпуск № 9
- Николай Соловьёв (1974) — выпуск № 13
- Вероника Каспанова (1974) — выпуск № 13
- Ансамбль «Ялла» (1974) — выпуск № 14
- Ансамбль Тбилиси (1975) — выпуск № 18
- Виктор Агнянников (1976) — выпуск № 22
- Алла Пугачёва (1976, 1979, 1982) — выпуск  № 23 (1976), выпуск № 40 (1979), выпуск № 55 (1982)
- Ансамбль Моисеева (1976) — выпуск № 25
- Детский хор Гори (1976) — выпуск № 26
- Татьяна и Михаил Трефиловы (1977) — выпуск № 27
- Юрий Гуляев (1978) — выпуск № 32
- 5 Можейко (1978) — выпуск № 33
- София Ротару (1979, 1982, 1983) — выпуск № 37 (1979), выпуск № 57 (1982); выпуск № 62 (1983)
- Ирина Понаровская (1979) — выпуск № 39
- Роза Рымбаева (1979) — выпуск № 42
- Любовь Гречишникова и Анатолий Бердищев (1979) — выпуск № 42
- Лариса Доброшан и Владимир Федянин (1979) — выпуск № 43
- Николай Гнатюк (1981) — выпуск № 49
- Тамара Синявская (1984) — выпуск № 67
- Вячеслав Помельников (1988) — выпуск № 91

По советскому телевидению «Пёстрый котел» транслировался либо в отдельных выпусках, либо в передаче «Мелодии и ритмы зарубежной эстрады», в том числе в 1992 году.